# Abe no Yoritoki
Abe no Yoritoki (安倍頼時, mort le 28 août 1057) est le chef du clan Abe des Emishi, autorisés à diriger les six districts Emishi (Iwate, Hienuki, Shiwa, Isawa, Esashi et Waga) dans le bassin du fleuve Kitakami, de Morioka à Hiraizumi, où est située à présent la préfecture d'Iwate.

## Histoire
Le clan est issu du bassin de la rivière Appi dans ce qui est, de nos jours, la ville d'Hachimantai dans la préfecture d'Iwate, au début du IXe siècle. Ils fournissent un certain nombre de généraux et de gouverneurs au cours des IXe et Xe siècles. En monopolisant l'or, le fer et le cheval dans le commerce nord du Honshū, la famille devient immensément riche. Ils sont aussi novateurs dans la conception d'un nouveau type de fortin qui peut résister à un long siège.
Les IXe et Xe siècles voient un affaiblissement du pouvoir central tandis qu'un nouveau système de gestion des terres des domaines libres d'impôts, ou shoen, prend racine.

## Campagnes
Yoritoki et les Abe entrent en conflit avec le clan Minamoto lorsque celui-ci commence à s'étendre vers le nord dans le territoire des Abe. Ce dernier commence à piller les territoires au sud de la frontière. En 1051, Yoritoki emmène une armée Emishi dans le nord de Miyagi et vainc à Onikiribe une armée gouvernementale envoyée pour mettre un terme aux incursions. Cet événement déclenche l'« ancienne guerre de neuf ans » (guerre de Zenkunen).
Minamoto no Yoriyoshi est alors nommé nouveau chinjufu-shōgun et envoyé en 1053 pour châtier Yoritoki. En 1056, Sadato, fils aîné de Yoritoki, commence des escarmouches avec les Minamoto. La guerre éclate en 1057 et Yoritoki est tué dans la bataille par une flèche perdue. 
Les fils de Yoritoki continuent la lutte pendant un temps mais sont finalement débordés par les forces combinées des Minamoto et des Kiyohara en 1062.

## Postérité
Yoritoki est le père de :
- Abe no Sadato (1019-1062) qui occupe le fortin de Kuriyagawa ;
- Abe no Munetō (1032-1108), basé sur le fortin d'Isawa ;
- Abe no Masato qui occupe le fortin de Kurosawa ;
- Abe no Norito qui demeure au fortin de Koromo avec son père ;
- une fille qui épouse Taira no Nagahira ;
- une fille qui épouse Fujiwara no Tsunekiyo. Par cette fille, Yoritoki devient le grand-père de Fujiwara no Kiyohira, fondateur de la dynastie Ōshū Fujiwara.

Yoritoki est également l'un des lointains ancêtres de Shinzō Abe, l'ancien Premier ministre du Japon, par Munetō.

## Source de la traduction
- (en) Cet article est partiellement ou en totalité issu de l’article de Wikipédia en anglais intitulé « Abe no Yoritoki » (voir la liste des auteurs).